# أكاديمية الفنون والعلوم السينمائية في إسبانيا

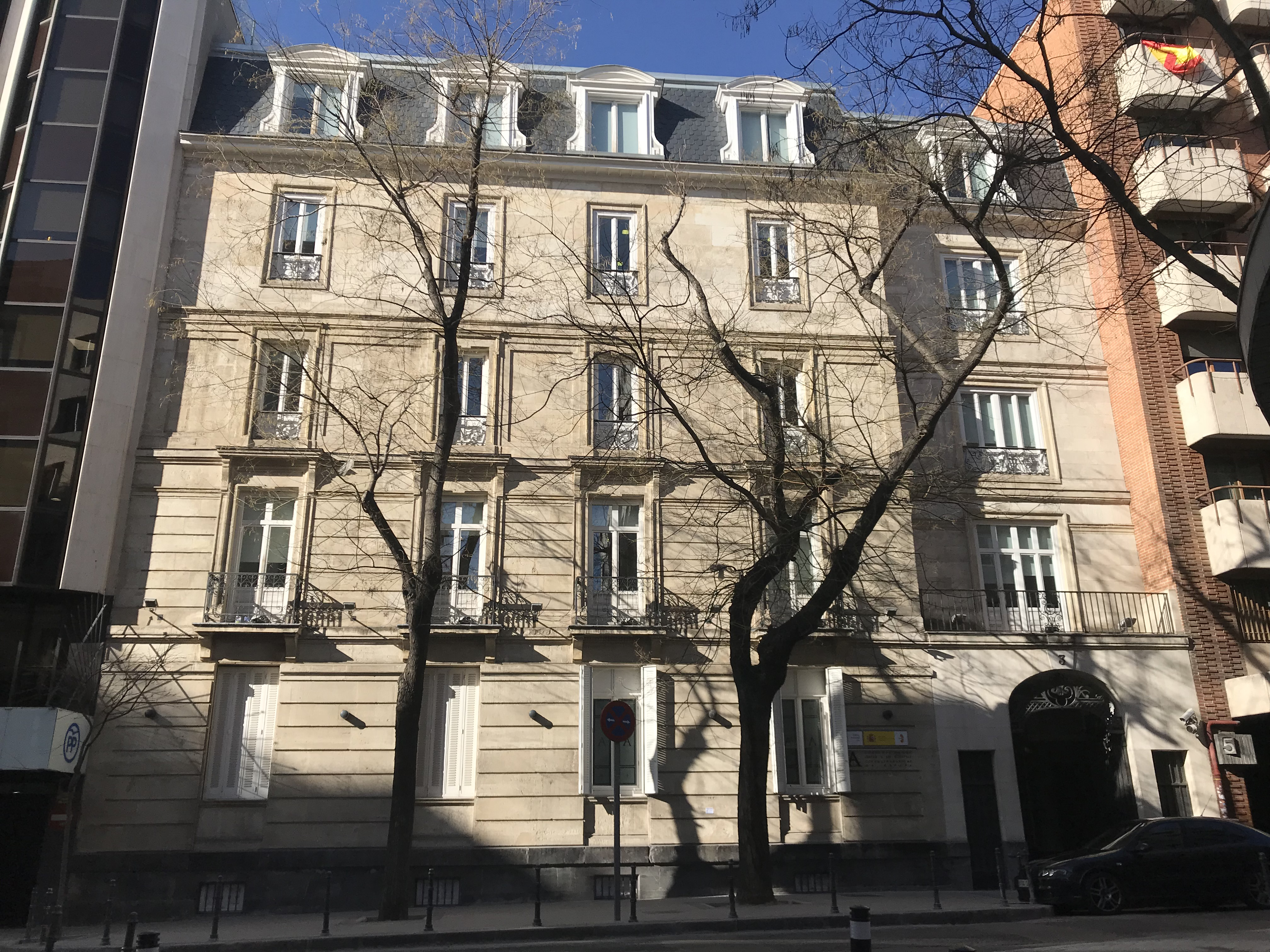
مبنى أكاديمية الفنون والعلوم السينمائية في إسبانيا

أكاديمية الفنون والعلوم السينمائية الإسبانية (بالإسبانية: Academia de las Artes y las Ciencias Cinematográficas de España) هي منظمة مهنية تُعنى بتعزيز وتطوير السينما الإسبانية. وقد تأسست عام ١٩٨٦، وهي مسؤولة عن جوائز جويا السنوية، وهي جوائز السينما الرئيسية في إسبانيا. يقع مقرها الرئيسي في مدريد.
وهي عضو مؤسس في شبكة أكاديمية السينما الأوروبية (FAN) والاتحاد الأيبيري الأمريكي لأكاديميات الفنون والعلوم السينمائية (FIACINE).
يرأس الأكاديمية منذ عام ٢٠٢٢ فرناندو مينديز-ليتي.

## الروابط الخارجية
- الموقع الرسمي